# Marcia Burnier
Pour les articles homonymes, voir Burnier.
Marcia Burnier, née à Genève en 1986, est une autrice de fanzine et romancière franco-suisse.

## Biographie
Marcia Burnier passe son enfance en Haute-Savoie. Elle étudie la photographie et le cinéma à l’Université de Lyon 2.
Marcia Burnier s’installe ensuite à Paris où elle co-fonde avec Nelly Slim le fanzine It’s Been Lovely But I Have to Scream Now. Elle contribue également aux fanzines Retard, Terrain Vague, et Art/iculation.
Marcia Burnier exerce par ailleurs une activité de travailleuse sociale au sein d’un centre de santé associatif pour personnes exilées, ainsi que dans centre de planification familiale de Saint-Denis. Elle quitte Paris pour pouvoir se consacrer à l’écriture,.
En 2020 Marcia Burnier publie un premier roman Les Orageuses, chez l'éditeur Cambourakis,,.
En 2023, Marcia Burnier publie le roman Hors d'atteinte,,.
En 2024, Marcia Burnier et Nelly Slim publient It’s Been Lovely But I Have to Scream Now : Anthologie d'un zine féministe et queer, avec une préface de Camille Cornu.
Par les thèmes qu'elle traite (le viol, l'autodéfense et la domination patriarcale) et son style d'écriture située, Marcia Burnier est régulièrement associée à d'autres autrices féministes, comme Monique Wittig, Valérie Solanas, Virginie Despentes, Christiane Rochefort et Chloé Delaume,.

## Publications
- Marcia Burnier, Les Orageuses, Paris, Cambourakis, coll. « Sorcières », 2020, 141 p. (ISBN 978-2-36624-518-9)

- Marcia Burnier, Hors d'atteinte, Paris, Cambourakis, coll. « Sorcières », 2023, 149 p. (ISBN 978-2-36624-798-5)
- Marcia Burnier et Nelly Slim, It’s Been Lovely But I Have to Scream Now : Anthologie d'un zine féministe et queer, Paris, Cambourakis, 2024, 128 p. (ISBN 978-2-36624-944-6)